# Myriostachya
Myriostachya is een geslacht uit de grassenfamilie (Poaceae). De soorten van dit geslacht komen voor in tropisch Azië.

## Soorten
Van het geslacht is de volgende soort bekend: 
- Myriostachya wightiana